# Лакшмінатх Безбаруа
Лакшмінатх Безбаруа (*লক্ষ্মীনাথ বেজবৰুৱা, 14 жовтня 1864 або листопад 1868 —26 березня 1938) — індійський поет, письменник, драматург, що складав твори ассамською мовою.

## Життєпис
Народився у човні на березі р. Брахмапутра, неподалік с. Аахатгурі в Ассамі. Дотепер існують суперечки щодо дати народження Лакшмінатха. Його батько Дінанатх Безбаруа знаходився на британській цивільній службі. У зв'язку з цим родина часто переїздили з місця на місце, поки не осіла у м. Сібсагар. Тут Лакшмінатх отримав початкову освіту у місцевій школі, після чого послідовно навчався у Сіті Коледжі у Калькуті та Калькутському університеті, який закінчив зі ступіню бакалавра мистецтв. У 1891 році одружився з небогою Рабіндраната Тагора.
У 1921 році обирається головою Ассамської студентської конференції. У 1924 році головував на 7-й щорічній сесії Ассам Сахітья Сабха (Ассамська літературна рада), що відбулася у Гувахаті.
У 1931 році Ассамська літературна рада присудила Безбаруа почесні титули Расарадж, тобто цар гумору, та Сахіт'яратхі (Колісничий літератури).

## Творчість
У доробку Л.Безбаруа — 8 п'єс, 3 комедії, 3 історичні праці, 1 драма, 3 біографії, 2 автобіографії, 2 збірки поезії (у 1913 та 1968 роках).
П'єси та драми написані під впливом творів В.Шекспіра. Найвідомішими п'єсами є «Чакрадхвадж Сінха» (1914 рік), присвячена боротьбі ассамського народу проти могольских імператорів у 1663-69 роках, «Захід» («Белімар», 1915 рік), яка розповідає про оборону Ассаму від бірманських військ у 1816 році, «Джаяматі» (1916 рік).
Його вірш «Моя батьківщина» («Мор дес») виконано у піднесеній любові до батьківщини, її людей, рідної природи, який став національним гімном Ассаму. Також популярність здобули вірші «Наша батьківщина» («Амар джанмабхумі»), «Пісні Ассаму» («Ассам Сангі»), «Співак з лютнею» («Бін Бараг»).
Безбаруа надихався як подіями сучасного життя, так з ассамської хронікально-історичної літератури — буранджі. Він збирав перекази, народні пісні, творчо використовував фольклорні жанри. Безбаруа писав на повсякденній мові, повному невигадливого гумору. Широко відомі серії його есе про хитрого Простака Барбаруа: «Згорток паперів Барбаруа», «Сплутані думки Барбаруа», «Бульбашки думок Барбаруа».
Він зібрав і склав збірку народних казок Ассаму (Ксадхукотха).
Впровадив до ассамської літератури жанр коротеньких оповідей, став засновником сучасної ассамської новели (збірки «Русалка» («Джол-кунвари»), «Розповіді дідуся» («Садху катхар кукі»), «Весна» («Сурабхі»). Водночас є автором прозорових творів для дітей.
Англійською мовою написав розвідку «Історія вішнуїзму в Індії».